# Leichtathletik-Länderkampf der Männer 1988 BR Deutschland – DDR
| 11. Leichtathletik-Länderkampf mit bundesdeutscher Beteiligung 1988 | 11. Leichtathletik-Länderkampf mit bundesdeutscher Beteiligung 1988 |
| ------------------------------------------------------------------- | ------------------------------------------------------------------- |
|                                                                     |                                                                     |
| Ländervergleich der Männer: BR Deutschland – DDR                    |                                                                     |
| Austragungsort                                                      | Düsseldorf                                                          |
| Wettbewerbe                                                         | 21                                                                  |
| Datum                                                               | 19./20. Juni                                                        |
| 1. GDR 2. FRG                                                       | 131 Punkte 092 Punkte                                               |
| Chronik                                                             |                                                                     |
| ← ITA-FRG/FRG-ESP/FRG- 00CSK/FRG-HUN Werfer (F)                     | FRG-GDR (F) →                                                       |

Der elfte Vergleich des Länderkampfjahres 1988 war der erste mit dem allgemeinen leichtathletischen Programm und war gleichzeitig ein ganz besonderes Aufeinandertreffen. Zum ersten und einzigen Mal wurde ein Leichtathletik-Länderkampf zwischen den beiden deutschen Staaten ausgetragen. In Düsseldorf bestritten Frauen und Männer am 19. und 20. Juni gemeinsam in getrennter Wertung diesen Vergleich, der ein gutes Jahr vor dem Fall der Berliner Mauer immer noch unter der Problematik des Ost-West-Konflikts stand. – Genaueres siehe dazu im übergeordneten Artikel zu den Länderkämpfen des Jahres 1988.
Auch die Frauen trugen parallel am selben Ort einen Vergleich mit der DDR aus.

## Modus
Auf dem Programm stand neben den bei Männerländerkämpfen üblichen zwanzig Disziplinen noch ein Gehwettbewerb über 20 Kilometer. Die beiden Bahnlangstreckenläufe über 5000 und 10.000 Meter würden verkürzt über 3000 bzw. 5000 Meter ausgetragen. Aus dem olympischen Wettbewerbskatalog fehlten nur der 10.000-Meter-Lauf, der Marathonlauf, das 50-km-Gehen sowie der Zehnkampf. Jede Mannschaft konnte mit drei Teilnehmern pro Disziplin antreten, von denen die beiden Besten gewertet wurden. Die DDR bestritt sechs Disziplinen mit nur zwei Athleten, die Bundesrepublik Deutschland stellte in zwei Wettbewerben nur zwei Vertreter. Gewertet wurde nach dem Standardsystem.

## Ergebnis
Erwartungsgemäß gestaltete die DDR den Länderkampf hoch überlegen. Am besten schnitten die bundesdeutschen Athleten mit vier Siegen in den Einzellaufdisziplinen ab. Demgegenüber standen sechs Erfolge der DDR. Beide Staffeln, das Gehen sowie die vier Wurf-/Stoßwettbewerbe gingen an die DDR. In der Kategorie Sprung gewann die Bundesrepublik den Stabhochsprung, die weiteren drei Disziplinen dieses Bereichs entschieden die DDR-Vertreter für sich. Das Gesamtergebnis lautete am Ende 131 zu 92 Punkte für die DDR.

## Einzelresultate

### 100 m
| Platz | Athlet            | Land | Zeit (s) |
| ----- | ----------------- | ---- | -------- |
| 1     | Frank Emmelmann   | GDR  | 10,36    |
| 2     | Steffen Bringmann | GDR  | 10,37    |
| 3     | Sven Matthes      | GDR  | 10,43    |
| 4     | Christian Haas    | FRG  | 10,50    |
| 5     | Andreas Maul      | FRG  | 10,54    |
| 6     | Stefan Schütz     | FRG  | 10,56    |

Datum: 19. Juni
Wind: −2,0 m/s

### 200 m
| Platz | Athlet            | Land | Zeit (s) |
| ----- | ----------------- | ---- | -------- |
| 1     | Frank Emmelmann   | GDR  | 20,62    |
| 2     | Steffen Bringmann | GDR  | 20,86    |
| 3     | Torsten Heimrath  | GDR  | 20,94    |
| 4     | Erwin Skamrahl    | FRG  | 21,06    |
| 5     | Norbert Dobeleit  | FRG  | 21,18    |
| 6     | Christian Haas    | FRG  | 21,37    |

Datum: 20. Juni
Wind: −1,8 m/s

### 400 m
| Platz | Athlet            | Land | Zeit (s) |
| ----- | ----------------- | ---- | -------- |
| 1     | Thomas Schönlebe  | GDR  | 45,19    |
| 2     | Jens Carlowitz    | GDR  | 45,44    |
| 3     | Ralf Lübke        | FRG  | 45,95    |
| 4     | Mathias Schersing | GDR  | 45,97    |
| 5     | Mark Henrich      | FRG  | 46,13    |
| 6     | Ulrich Schlepütz  | FRG  | 46,86    |

Datum: 19. Juni

### 800 m
| Platz | Athlet           | Land | Zeit (min) |
| ----- | ---------------- | ---- | ---------- |
| 1     | Peter Braun      | FRG  | 1:45,77    |
| 2     | Hauke Fuhlbrügge | GDR  | 1:46,44    |
| 3     | Ralph Schumann   | GDR  | 1:47,45    |
| 4     | Bodo Kuhn        | FRG  | 1:47,93    |
| 5     | Axel Harries     | FRG  | 1:48,40    |
| 6     | Ivo Schutte      | GDR  | 1:48,49    |

Datum: 20. Juni

### 1500 m
| Platz | Athlet             | Land | Zeit (min) |
| ----- | ------------------ | ---- | ---------- |
| 1     | Hauke Fuhlbrügge   | GDR  | 3:36,62    |
| 2     | Jens-Peter Herold  | GDR  | 3:37,16    |
| 3     | Klaus-Peter Nabein | FRG  | 3:38,76    |
| 4     | Eckhardt Rüter     | FRG  | 3:39,08    |
| 5     | Steffen Brand      | FRG  | 3:39,59    |
| 6     | Thorsten Lenhardt  | GDR  | 3:43,60    |

Datum: 19. Juni

### 3000 m
| Platz | Athlet            | Land | Zeit (min) |
| ----- | ----------------- | ---- | ---------- |
| 1     | Dieter Baumann    | FRG  | 7:50,30    |
| 2     | Andreas Busse     | GDR  | 7:51,17    |
| 3     | Frank Bialluch    | FRG  | 7:53,73    |
| 4     | Heiner Mebes      | GDR  | 7:58,02    |
| 5     | André Weßel       | GDR  | 7:59,58    |
| 6     | Daniel Gottschall | FRG  | 7:59,85    |

Datum: 20. Juni

### 5000 m
| Platz | Athlet             | Land | Zeit (min) |
| ----- | ------------------ | ---- | ---------- |
| 1     | Hansjörg Kunze     | GDR  | 13:31,63   |
| 2     | Ralf Salzmann      | FRG  | 13:33,00   |
| 3     | Herbert Stephan    | FRG  | 13:33,57   |
| 4     | Axel Krippschock   | GDR  | 13:39,46   |
| 5     | Werner Schildhauer | GDR  | 13:48,93   |

Datum: 19. Juni
Die BR Deutschland stellte in diesem Wettbewerb nur zwei Teilnehmer.

### 110 m Hürden
| Platz | Athlet              | Land | Zeit (s) |
| ----- | ------------------- | ---- | -------- |
| 1     | Florian Schwarthoff | FRG  | 13,65    |
| 2     | Andreas Oschkenat   | GDR  | 13,65    |
| 3     | Holger Pohland      | GDR  | 13,69    |
| 4     | Dietmar Koszewski   | FRG  | 13,844   |
| 5     | Stefan Mattern      | FRG  | 14,12    |

Datum: 20. Juni
Wind: −1,4 m/s
Die DDR stellte in diesem Wettbewerb nur zwei Teilnehmer.

### 400 m Hürden
| Platz | Athlet           | Land | Zeit (s) |
| ----- | ---------------- | ---- | -------- |
| 1     | Edgar Itt        | FRG  | 49,39    |
| 2     | Harald Schmid    | FRG  | 49,43    |
| 3     | Uwe Ackermann    | GDR  | 50,64    |
| 4     | Uwe Schmitt      | FRG  | 50,82    |
| 5     | Hans-Jürgen Ende | GDR  | 50,88    |

Datum: 19. Juni
Die DDR stellte in diesem Wettbewerb nur zwei Teilnehmer.

### 3000 m Hindernis
| Platz | Athlet          | Land | Zeit (min) |
| ----- | --------------- | ---- | ---------- |
| 1     | Hagen Melzer    | GDR  | 8:23,51    |
| 2     | Engelbert Franz | FRG  | 8:26,38    |
| 3     | Frank Ruhkieck  | GDR  | 8:30,94    |
| 4     | Rainer Schwarz  | FRG  | 8:35,11    |

Datum: 20. Juni
Beide Länder stellten in diesem Wettbewerb nur jeweils zwei Teilnehmer.

### 4 × 100 m Staffel
| Platz | Besetzung      | Land                                                         | Zeit (s) |
| ----- | -------------- | ------------------------------------------------------------ | -------- |
| 1     | GDR            | Sven Matthes Steffen Bringmann Olaf Prenzler Frank Emmelmann | 38,53    |
| 2     | BR Deutschland | Stefan Schütz Werner Zaske Peter Klein Andreas Maul          | 39,52    |

Datum: 19. Juni

### 4 × 400 m Staffel
| Platz | Besetzung      | Land                                                              | Zeit (min) |
| ----- | -------------- | ----------------------------------------------------------------- | ---------- |
| 1     | GDR            | Mathias Schober Jens Carlowitz Mathias Schersing Thomas Schönlebe | 3:00,92    |
| 2     | BR Deutschland | Jürgen Koffler Norbert Dobeleit Edgar Itt Ulrich Schlepütz        | 3:03,12    |

Datum: 20. Juni

### 20 km Gehen
| Platz | Athlet            | Land | Zeit (h) |
| ----- | ----------------- | ---- | -------- |
| 1     | Axel Noack        | GDR  | 1:23:34  |
| 2     | Ronald Weigel     | GDR  | 1:23:34  |
| 3     | Bernd Gummelt     | GDR  | 1:25:35  |
| 4     | Alfons Schwarz    | FRG  | 1:25:40  |
| 5     | Torsten Zervas    | FRG  | 1:27:56  |
| 6     | Franz-Josef Weber | FRG  | 1:28:06  |

Datum: 19. Juni

### Hochsprung
| Platz | Athlet            | Land | Höhe (m) |
| ----- | ----------------- | ---- | -------- |
| 1     | Gerd Wessig       | GDR  | 2,27     |
| 2     | Gerd Nagel        | FRG  | 2,24     |
| 3     | Dietmar Mögenburg | FRG  | 2,21     |
| 4     | Carsten Siebert   | GDR  | 2,21     |
| 5     | Ralf Sonn         | FRG  | 2,10     |

Datum: 19. Juni
Die DDR stellte in diesem Wettbewerb nur zwei Teilnehmer.

### Stabhochsprung
| Platz | Athlet                | Land | Höhe (m) |
| ----- | --------------------- | ---- | -------- |
| 1     | Władysław Kozakiewicz | FRG  | 5,40     |
| 2     | Christoph Pietz       | GDR  | 5,40     |
| 3     | Bernhard Zintl        | FRG  | 5,35     |
| 4     | Uwe Langhammer        | GDR  | 5,30     |
| 5     | Helmar Schmidt        | FRG  | 5,20     |

Datum: 19. Juni
Die DDR stellte in diesem Wettbewerb nur zwei Teilnehmer.

### Weitsprung
| Platz | Athlet           | Land | Weite (m) |
| ----- | ---------------- | ---- | --------- |
| 1     | Ron Beer         | GDR  | 7,96      |
| 2     | Dietmar Haaf     | FRG  | 7,92      |
| 3     | Heiko Reski      | FRG  | 7,73      |
| 4     | Mathias Koch     | GDR  | 7,69      |
| 5     | Christian Thomas | FRG  | 7,47      |

Datum: 20. Juni
Die DDR stellte in diesem Wettbewerb nur zwei Teilnehmer.

### Dreisprung
| Platz | Athlet          | Land | Weite (m) |
| ----- | --------------- | ---- | --------- |
| 1     | Dirk Gamlin     | GDR  | 16,86     |
| 2     | Peter Bouschen  | FRG  | 16,76     |
| 3     | Volker Mai      | GDR  | 16,63     |
| 4     | Wolfgang Zinser | FRG  | 16,34     |
| 5     | Wolfgang Knabe  | FRG  | 16,31     |
| 6     | Jörg Elbe       | GDR  | 16,17     |

Datum: 20. Juni

### Kugelstoßen
| Platz | Athlet         | Land | Weite (m) |
| ----- | -------------- | ---- | --------- |
| 1     | Ulf Timmermann | GDR  | 21,78     |
| 2     | Udo Beyer      | GDR  | 21,48     |
| 3     | Klaus Görmer   | GDR  | 20,17     |
| 4     | Udo Gelhausen  | FRG  | 18,98     |
| 5     | Karsten Stolz  | FRG  | 18,96     |
| 6     | Kalman Konya   | FRG  | 18,67     |

Datum: 20. Juni

### Diskuswurf
| Platz | Athlet           | Land | Weite (m) |
| ----- | ---------------- | ---- | --------- |
| 1     | Jürgen Schult    | GDR  | 67,40     |
| 2     | Rolf Danneberg   | FRG  | 66,54     |
| 3     | Wolfgang Schmidt | FRG  | 63,32     |
| 4     | Alois Hannecker  | FRG  | 62,18     |
| 5     | Andreas Becker   | GDR  | 59,74     |
| 6     | Lutz Friedrich   | GDR  | 59,56     |

Datum: 20. Juni

### Hammerwurf
| Platz | Athlet           | Land | Weite (m) |
| ----- | ---------------- | ---- | --------- |
| 1     | Ralf Haber       | GDR  | 80,70     |
| 2     | Heinz Weis       | FRG  | 79,94     |
| 3     | Gunther Rodehau  | GDR  | 78,84     |
| 4     | Christoph Sahner | FRG  | 77.16     |
| 5     | Jörg Schaefer    | FRG  | 74,36     |
| 6     | Jörn Hübner      | GDR  | 72,86     |

Datum: 20. Juni

### Speerwurf
| Platz | Athlet           | Land | Weite (m) |
| ----- | ---------------- | ---- | --------- |
| 1     | Detlef Michel    | GDR  | 80,76     |
| 2     | Klaus Tafelmeier | FRG  | 80,38     |
| 3     | Gerald Weiß      | GDR  | 77,58     |
| 4     | Peter Blank      | FRG  | 77,56     |
| 5     | Silvio Warsönke  | GDR  | 76,80     |
| 6     | Andreas Linden   | FRG  | 75,08     |

Datum: 19. Juni